# Design pattern
Software Design Pattern eller designmønster er en generel løsning på en problemtype, der ofte opstår i softwareudvikling. Et design pattern er ikke et endeligt design, der kan programmeres direkte; det er en beskrivelse eller skabelon for, hvordan man løser et problem i mange forskellige situationer. En algoritme betragtes ikke som et design pattern, eftersom den løser et beregningsproblem og ikke et designproblem.

## Historie
Ideen om Design patterns menes at skyldes Christopher Alexander, der i 1973 beskrev 274 mønstre, der var nyttige inden for arkitektur. I 1987 begyndte Kent Beck og Ward Cunningham at eksperimentere med at anvende mønstre i forbindelse med programmering og fremlagde deres resultater på OOPSLA, der er en årlig konference om objektorienteret softwareudvikling.
Design patterns blev for alvor populære, efter at bogen Design Patterns: Elements of Reusable Object-Oriented Software udkom i 1994 på forlaget Addison-Wesley Professional.